# Projecte de reforma de les pensions a França de 2023
El projecte de reforma de les pensions a França de 2023 és un projecte de reforma del sistema de retirada, anunciat el gener del 2023 pel govern francès d'Élisabeth Borne, qui n'anuncià els objectius, els elements de contingut i el projecte de llei.
A diferència del projecte de reforma de 2020, ajornat en el context de la pandèmia de covid-19 de 2020, es basa principalment a ajornar l'edat legal de retirada de 62 anys a 64 i a augmentar el nombre de trimestres cotitzats a 43 anualitats per a arribar a una retirada de taxa completa. El govern adoptà aquest projecte de reforma el 23 de gener, en el Consell de Ministres, mostrant així la "determinació" d'anar fins al final sense "renunciar" a l'ampliació de l'edat legal de retirada.
El projecte de llei trobà una oposició molt forta per part del conjunt dels sindicats, d'una majoritat dels francesos, i de partits polítics d'esquerra (NUPES), de dreta extrema (RN) i de les colònies d'ultramar (LIOT). Comptà amb un suport mitigat en les patronals i en els partits polítics de centre (Ensemble) i de dreta (LR).
Malgrat l'oposició esmentada, el projecte de llei tirà endavant i fou aprovat el 20 de març. Això no obstant, el Consell constitucional s'hi ha de pronunciar definitivament el proper 14 d'abril.
Fou la principal causa del moviment social contra la reforma de les pensions a França de 2023, un moviment social d'una envergadura inèdita. Les vagues generals del 31 de gener i del 7 de març, convocades per la intersindical, esdevingueren les jornades de mobilització més grans en decennis, fins i tot més que en les vagues de 1995.